# Stridsvagn m/41
Stridsvagn m/41 (Strv m/41) var en tjeckoslovakisk lätt stridsvagn som licenstillverkades i Sverige under andra världskriget.

## Historia
Det var stor brist på stridsvagnar i Sverige i början av andra världskriget. Den svenska produktionen räckte inte till och 1939 beställdes därför nittio strv TNH Sv CKD i Prag. Dessa beslagtogs dock före leverans av Nazityskland, som använde dem bland annat i Operation Barbarossa 1941, under beteckningen PzKpfw 38(t) Ausf S (där S står för Schweden - Sverige). Vagnarna var beställda utan vapen, eftersom en Bofors 37 mm pansarvärnskanon (m/38) skulle monteras i Sverige. Tyskarna beställde därför nittio 37 mm kanoner av Skoda till dessa vagnar i och med att Skoda låg i det tyskockuperade Tjeckoslovakien.
Sverige fick ritningsunderlag samt licens till vagnen och den fastställdes som Strv m/41. Det byggdes 116 stycken av version S I och 104 stycken S II på Scania-Vabis i Södertälje. S II har tjockare pansar och högre vikt och är därför försedd med en starkare motor. Den förlängdes 65 mm för att få plats med den starkare motorn. Försvaret beställde 122 stycken S II, varav arton byggdes om till stormartillerivagn m/43 före leverans.
I slutet av 1950-talet behövde pansarbrigaderna ett pansrat trupptransportfordon som kunde följa stridsvagnarna i all typ av terräng. Efter ett antal prototyper valdes Hägglunds som leverantör. Dess fordon byggde på en ombyggd och modifierad Stridsvagn m/41. I slutet av 1950-talet byggdes samtliga 220 stridsvagnar om till Pansarbandvagn 301 (Pbv 301). De första kom ut på pansarförbanden 1961 och tjänstgjorde till 1971, då de kasserades eller användes till skjutmål. Pbv 301 ersattes av Pansarbandvagn 302 (Pbv 302). De kvarvarande tornen togs ur och användes som värntorn och fick beteckningen Värntorn m/41.

## Varianter

### Stridsvagnar
- Strv m/41 SI - Första varianten. Hade mellan 8 och 25 mm pansar och en Scania-Vabis typ 1664 motor på 145 hk.
- Strv m/41 SII - Andra varianten. Hade mellan 8 och 50 mm pansar och en Scania-Vabis typ 603 motor på 160 hk.
- Strv m/41 SIII Alt.1 Torn A - Ett förslag av Scania-Vabis att uppgradera strv m/41 med sluttande pansar, en Scania-Vabis 8-cylinder motor på 220 hk och en 57 mm L/50,5 Pvkan m/43 i ett nytt torn. Beteckningen är baserad på dåvarande beteckningssystem och vagnens komponenter. Denna variant har ett chassi kallat alternativ 1 och ett torn kallat A.
- Strv m/41 SIII Alt.2 Torn B - Ett förslag av Scania-Vabis att uppgradera strv m/41 med sluttande pansar, en Scania-Vabis 8-cylinder motor på 220 hk och en 57 mm L/50,5 Pvkan m/43 i ett nytt torn. Beteckningen är baserad på dåvarande beteckningssystem och vagnens komponenter. Denna variant har ett chassi kallat alternativ 2 och ett torn kallat B.
- Strv m/41 SII "Delat torn" - Ett förslag av Bofors att uppgradera strv m/41 med ett nytt torn kallat "delat torn" och en 57 mm L/55 kanon med en automatladdare. Tornet fick namnet "delat torn" för att automatladdaren splittrade stridsrummet i två delar. Automatladdaren höll 5 patroner. Beteckningen är baserad på dåvarande beteckningssystem och vagnens komponenter. Denna variant använder ett normalt strv m/41 SII chassi och ett torn kallat "delat torn".
- Strv m/41 SIII Alt.1 "Delat torn" - Ett förslag av Bofors att montera ett nytt torn kallat "delat torn" med en automatladdad 57 mm L/55 kanon på Scania-Vabis föreslagna "alternativ 1" chassi till strv m/41. Tornet hade samma namn som ovan nämnt "delat torn" men var av en lik men ändå ny konstruktion. Beväpningen var dock detsamma och automatladdaren höll 5 patroner. Beteckningen är baserad på dåvarande beteckningssystem och vagnens komponenter. Denna variant använder tidigare nämnt chassi alternativ 1 och ett torn kallat "delat torn".

### Stormartillerivagnar
- Sav m/43 - Stormartillerivagn baserad på strv m/41. Fanns i 3 varianter med två olika kanoner och motorer. (Se huvudartikel: Sav m/43)
- Sav fm/44-45 "Trätoffelvagn" - Stormartillerivagn prototyp baserad på Sav m/43. Prototypen var från början en prototyp för en pansarvärnskanonvagn med en 75 mm kanon men eftersom denna inte godkändes för produktion byggdes prototypen om till en stormartillerivagn. 75 mm kanonen byttes ut mot en 150 mm rekylfri pjäs (modern term är granatgevär) typ haubits m/44 SAV. Även denna godkändes inte för produktion.

### Pansarvärnskanonvagnar
- Pvkv fm/44-45 "Trätoffelvagn" - Pansarvärnskanonvagn prototyp baserad på Sav m/43. Prototypen byggdes på prototypen av sav m/43. Motorn sköts fram i vagnen och stridsrummet flyttades bakåt genom en ny över byggnad. Beväpningen var en 7,5cm L/54 Pvkan m/43. Prototypen godkändes inte för produktion och byggdes senare om till en stormartillerivagn.

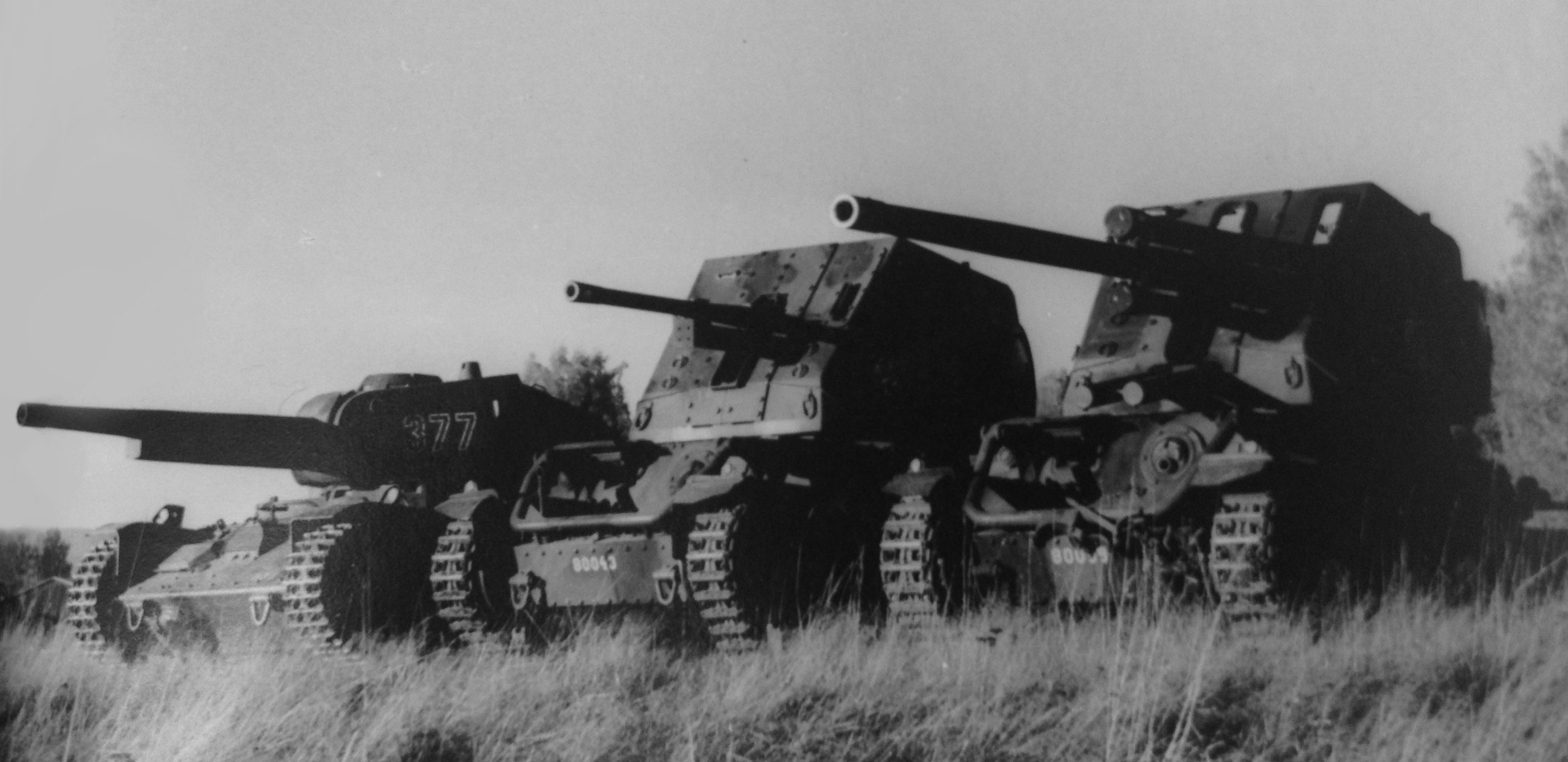
Pvkv II och III med sin broder Pvkv IV Värjan till vänster byggt på ett Stridsvagn m/40 chassi.

- Pvkv II och III med sin broder Pvkv IV Värjan till vänster byggt på ett Stridsvagn m/40 chassi.Pvkv II - En pansarvärnskanonvagn med ett roterande torn byggt på chassit av en strv m/41 SII. Ett stort torn med lite pansar beväpnad med en 75 mm L/60 lvkan m/36 monterades på chassit. Bara en prototyp byggdes. Efter vagnens annullering så monterades tornet av och monterades på prototypen av Strv m/38 som en fast överbyggnad och fick namnet "Sandfältsvagnen" och skulle troligen agera skjutmål på P 4. Dock så verkar detta aldrig ha hänt och vagnen står fortfarande relativt helbevarad (dock utan motor, kanon och inredning) på P 4.
- Pvkv III - En pansarvärnskanonvagn med ett roterande torn byggt på chassit av en strv m/41 SII. Ett stort torn med lite pansar beväpnad med en 57 mm pvkan m/43 monterades på chassit. Bara en prototyp byggdes. Skrotades troligen.

### Pansarbandvagnar
- Pbv 301 - En pansarbandvagn baserad på strv m/41. (Se huvudartikel: Pansarbandvagn 301)